# フランス郵政公社

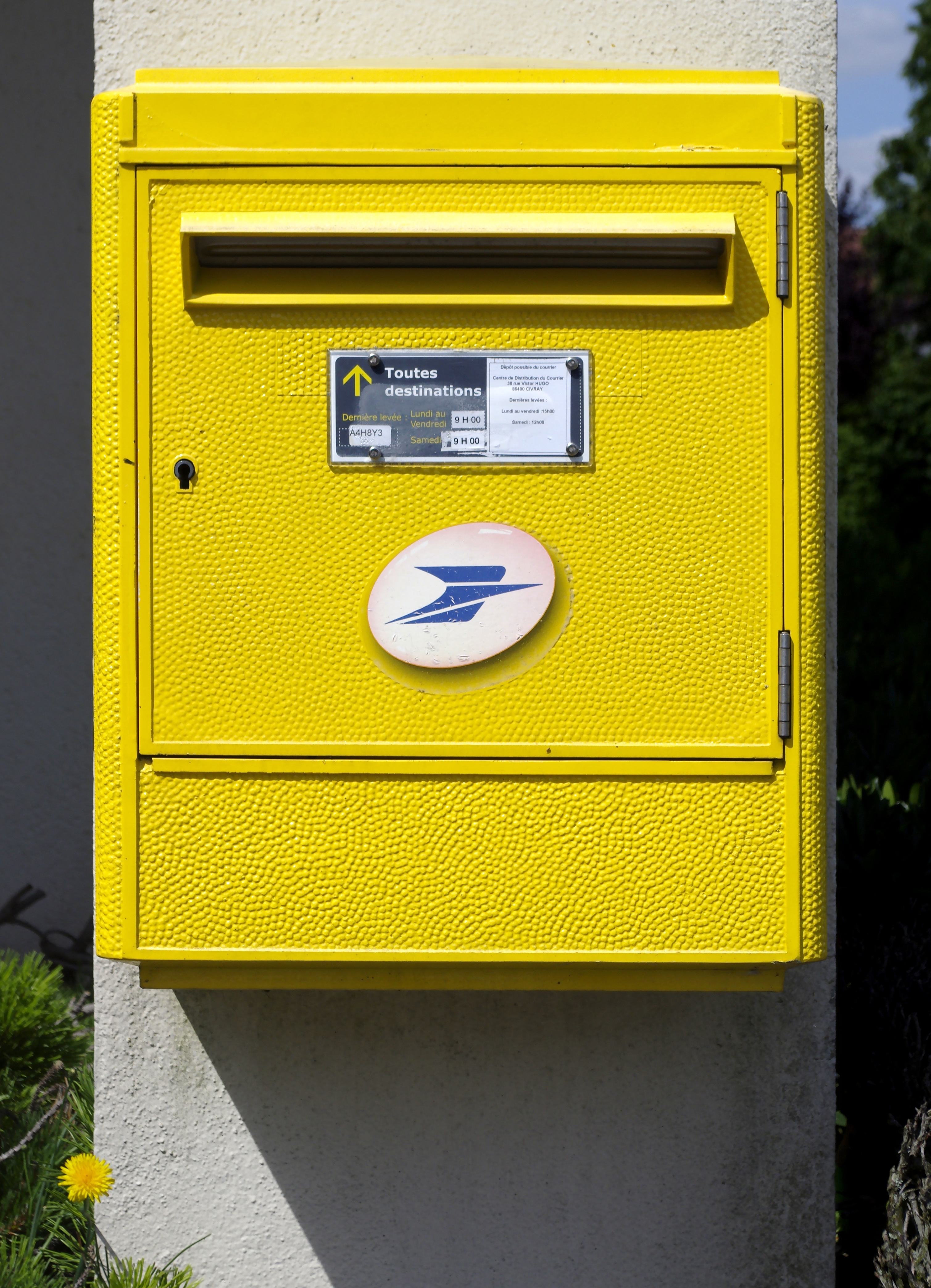
郵便ポスト

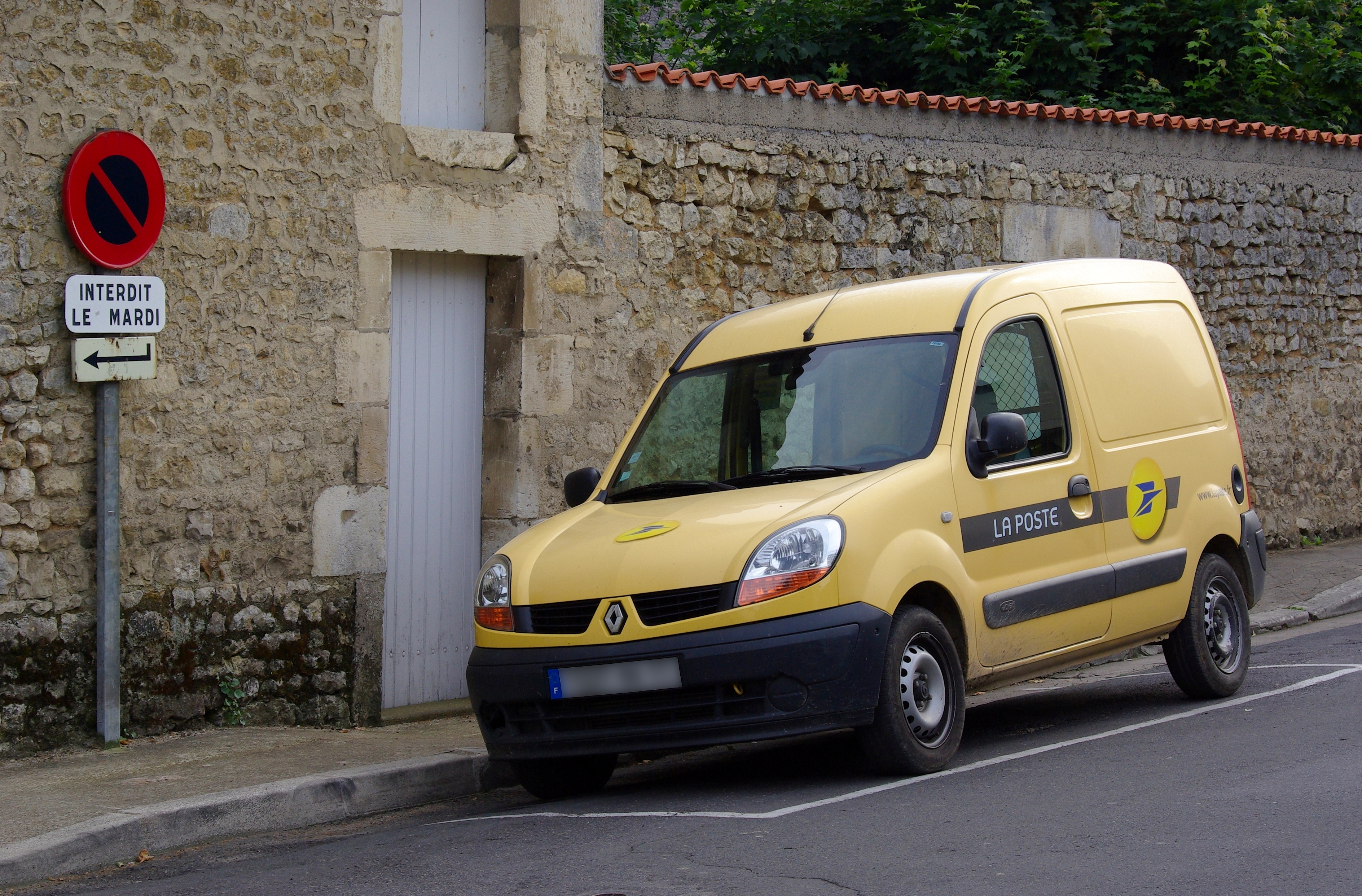
フランスの配達車（2012年）

フランス郵政公社（フランスゆうせいこうしゃ、仏: La Poste）は、フランスおよびその海外県であるレユニオン島、グアドループ、マルティニーク、フランス領ギアナ、海外準県であるサンピエール島・ミクロン島、マヨットで郵便事業を行っている公共企業体。モナコやアンドラなどでも郵便事業を行っている。原語表記でラ・ポストとも称される。

## 概要
1991年の行政機構の改正で郵政省から公社化された。従業員数は2019年現在約24万人となっているが、近年の効率化で職員のパートタイム化も進められている。国際郵便や急送便、船便はグループ会社のクロノポストが行っている。他の部門として、2006年1月1日に設立された郵便貯金銀行 (La Banque Postale) がある。

## 歴史
フランス王ルイ11世の指導の下、1477年に王室のメッセージや使者を送るために創設された。民間の手紙や荷物を運ぶのが許されたのは、1576年になってからである。
- 17世紀初頭、フランス郵政省の起源となる poste aux lettres が創設。
- 1879年、電信省と合併し Les Postes, Télégraphes et Téléphones (PTT) となり、郵政電信省の傘下に入る。
- 1946年5月10日、法令によってPTTの下にDGT（Direction générale des Télécommunications: 電信電話総局）とDGP（Direction générale de la Poste: 郵便総局）の2部門が創設される。
- 1988年にDGTはフランステレコムとなる。
- 1990年のPTTの再編によって、1991年1月1日にラ・ポストは商工業的公施設法人となる。

## 事業

### ラ・ポスト モバイル
SFRとの合弁で、仮想移動体通信事業者として携帯通信機器事業を行い、2012年時点で64万3,000件の契約を得ている。ラ・ポスト側の出資比率は51パーセント。

### GEOPost グループ
ラ・ポストの100％子会社。フランス国内への国際郵便の速達配達を子会社のクロノポストが行っている。世界中への国際小包はDynamic Parcel Distribution, Yurtiçi Kargo, Seur GeoPostが行っている。

### その他
郵便業務、銀行業務 (La Banque postale) を行うほか、160万人が利用するメールアドレス「@laposte.net」ホストの運営 (Poste Immo) を行う。

### 輸送
2015年まで、夜中にパリ・マコン・カヴァイヨン間を6往復する黄色い高速郵便列車「TGV postal」による輸送がなされていた。